# 권희경 (작가)
권희경은 대한민국의 텔레비전 드라마 작가이다.

## 주요 작품
- 2022년 ENA 수목 미니시리즈 《굿잡》 ... 공동집필